# Parilyrgis perfumida
Parilyrgis perfumida là một loài bướm đêm trong họ Erebidae.